# Abschnittsbefestigung Auf der Römerburg
Die Abschnittsbefestigung Auf der Römerburg ist eine vorgeschichtliche Abschnittsbefestigung auf 451 m ü. NHN ca. 780 m südwestlich der Burg Arnsberg von Arnsberg, einem Gemeindeteil der Gemeinde Kipfenberg im Landkreis Eichstätt von Bayern Die Anlage liegt 200 m westlich und 70 m höher als die unterhalb vorbeifließenden Altmühl.
Die Abschnittsbefestigung wird als Bodendenkmal unter der Aktennummer D-1-7034-0052 als „Abschnittsbefestigung vorgeschichtlicher Zeitstellung“ geführt. Die in einem Waldgebiet liegende und in das Altmühltal vorragende Anlage ist grob dreieckig; die Basis des Dreiecks ist etwa 500 m lang, die Entfernung bis zur abfallenden Spornspitze beträgt etwa 450 m. Von der Anlage hat sich ein 400 Meter langer S-förmiger Wallgraben erhalten.
Etwa 1400 m südöstlich befindet sich noch eine weitere Abschnittsbefestigung; diese wird als Bodendenkmal unter der Aktennummer D-1-7034-0055 als „Abschnittsbefestigung vorgeschichtlicher Zeitstellung, Siedlung der frühen Bronzezeit“ geführt.